# Konstantin Vassiljev
Konstantin Vassiljev, surnommé Maestro Vassiljev, né le 16 août 1984 à Tallinn en RSS d'Estonie, est un footballeur international estonien qui évolue au poste de Milieu offensif puis entraîneur au Flora Tallinn.
Il mesure 1,75 m. Il remporte le titre de « footballeur estonien de l'année » et est décoré de l'ordre de l'Étoile blanche d'Estonie de 4e classe en 2010. Konstantin Vassiljev évolue depuis 2017 au Piast Gliwice, où il occupe le poste de milieu offensif.

## Biographie

### Début de carrière (2001-2002)
Vassiljev fait ses débuts en équipe première au Tallinna JK à l'âge de 16 ans en 2001. Vassiljev fait un court passage au HÜJK Emmaste. L'année d'après il rejoint le Levadia Tallinn.

### Levadia Tallinn (2003-2007)
Vassiljev commence la saison 2007 en tant que capitaine de l'équipe première, mais est relégué en équipe réserve après avoir refusé la prolongation de contrat. À l'âge de 23 ans après cinq saisons au Levadia Tallinn, Vassiljev part au Nafta Lendava.

### Nafta Lendava (2008-2011)
En février 2008, Vassiljev a signé un contrat de 1 an avec le club slovène Nafta Lendava. Vassiljev a joué son premier match de championnat le 2 mars 2008 sur une défaite 2 buts à 0 face à NK Celje. Il marque son premier but le 28 mars 2008, à la 17e minute sur une défaite 2 buts à 1 face à  NK Drava.

### FC Koper (2011)
En février 2011, Vassiljev signe un contrat de 2 ans et demi avec le club slovène FC Koper. Il marque son premier but avec son club le 3 avril 2011 sur une victoire 3 buts à 0 face au NK Maribor.

### FC Amkar Perm (2011-2014)
En août 2011, Vassiljev signe un contrat de 3 ans avec le club russe Amkar Perm.

### Piast Gliwice (2014-2015)
Le 26 août 2014, Vassiljev signe un contrat de 1 an avec le club polonais Piast Gliwice.

### Jagiellonia Białystok (2015-2017)
En juin 2015, Vassiljev signe un contrat de 2 an avec le club polonais Jagiellonia Białystok.

### Equipe nationale (2006-2024)
Le 28 mai 2024, il annonce sa retraite internationale après 154 sélections, ce qui fait de lui le joueur le plus capé de son équipe nationale.

## Statistiques

### En club
| Saison                | Club                  | Championnat           | Championnat | Championnat | Coupe(s) nationale(s) | Coupe(s) nationale(s) | Compétition(s) continentale(s) | Compétition(s) continentale(s) | Compétition(s) continentale(s) | Estonie | Estonie | Total | Total |
| Saison                | Club                  | Division              | M.          | B.          | M.                    | B.                    | Comp.                          | M.                             | B.                             | M.      | B.      | M.    | B.    |
| 2003                  | Levadia Tallinn       | Meistriliiga          | 25          | 9           | 5                     | 2                     | -                              | -                              | -                              | -       | -       | 30    | 11    |
| 2004                  | Levadia Tallinn       | Meistriliiga          | 23          | 9           | 7                     | 4                     | C3                             | 3                              | 1                              | -       | -       | 33    | 14    |
| 2005                  | Levadia Tallinn       | Meistriliiga          | 31          | 8           | 5                     | 3                     | C1                             | 2                              | 0                              | -       | -       | 38    | 11    |
| 2006                  | Levadia Tallinn       | Meistriliiga          | 29          | 18          | 2                     | 2                     | C3                             | 6                              | 0                              | 2       | 0       | 39    | 20    |
| 2007                  | Levadia Tallinn       | Meistriliiga          | 16          | 6           | 4                     | 1                     | C1                             | 1                              | 0                              | 4       | 0       | 25    | 7     |
| Sous-total            | Sous-total            | Sous-total            | 124         | 50          | 23                    | 12                    | -                              | 12                             | 1                              | 6       | 0       | 165   | 63    |
| 2007-2008             | Nafta Lendava         | Prva Liga             | 15          | 1           | -                     | -                     | -                              | -                              | -                              | 3       | 0       | 18    | 1     |
| 2008-2009             | Nafta Lendava         | Prva Liga             | 35          | 5           | 1                     | 1                     | -                              | -                              | -                              | 11      | 1       | 47    | 7     |
| 2009-2010             | Nafta Lendava         | Prva Liga             | 33          | 4           | 3                     | 0                     | -                              | -                              | -                              | 12      | 2       | 48    | 6     |
| 2010-2011             | Nafta Lendava         | Prva Liga             | 19          | 3           | 4                     | 2                     | -                              | -                              | -                              | 6       | 4       | 29    | 9     |
| Sous-total            | Sous-total            | Sous-total            | 102         | 13          | 8                     | 3                     | -                              | -                              | -                              | 32      | 7       | 142   | 23    |
| 2010-2011             | FC Koper              | Prva Liga             | 16          | 3           | 2                     | 0                     | -                              | -                              | -                              | 4       | 4       | 22    | 7     |
| 2011-2012             | FC Koper              | Prva Liga             | 6           | 0           | -                     | -                     | C3                             | 2                              | 0                              | 1       | 0       | 9     | 0     |
| Sous-total            | Sous-total            | Sous-total            | 22          | 3           | 2                     | 0                     | -                              | 2                              | 0                              | 5       | 4       | 31    | 7     |
| 2011-2012             | Amkar Perm            | Premier Liga          | 17          | 0           | -                     | -                     | -                              | -                              | -                              | 10      | 5       | 27    | 5     |
| 2012-2013             | Amkar Perm            | Premier Liga          | 27          | 2           | -                     | -                     | -                              | -                              | -                              | 10      | 1       | 37    | 3     |
| 2013-2014             | Amkar Perm            | Premier Liga          | 19          | 2           | 1                     | 0                     | -                              | -                              | -                              | 9       | 2       | 29    | 4     |
| Sous-total            | Sous-total            | Sous-total            | 63          | 4           | 1                     | 0                     | -                              | -                              | -                              | 29      | 8       | 93    | 12    |
| 2014-2015             | Piast Gliwice         | Ekstraklasa           | 25          | 5           | 3                     | 1                     | -                              | -                              | -                              | 8       | 1       | 36    | 7     |
| Sous-total            | Sous-total            | Sous-total            | 25          | 5           | 3                     | 1                     | -                              | -                              | -                              | 8       | 1       | 36    | 7     |
| 2015-2016             | Jagiellonia Białystok | Ekstraklasa           | 35          | 7           | 2                     | 0                     | C3                             | 3                              | 0                              | 9       | 2       | 49    | 9     |
| 2016-2017             | Jagiellonia Białystok | Ekstraklasa           | 32          | 13          | 1                     | 0                     | -                              | -                              | -                              | 9       | 2       | 42    | 15    |
| Sous-total            | Sous-total            | Sous-total            | 67          | 20          | 3                     | 0                     | -                              | 3                              | 0                              | 18      | 4       | 91    | 24    |
| 2017-2018             | Piast Gliwice         | Ekstraklasa           | 23          | 1           | 1                     | 0                     | -                              | -                              | -                              | 7       | 0       | 31    | 1     |
| 2018-2019             | Piast Gliwice         | Ekstraklasa           | -           | -           | -                     | -                     | -                              | -                              | -                              | 2       | 0       | 2     | 0     |
| Sous-total            | Sous-total            | Sous-total            | 23          | 1           | 1                     | 0                     | -                              | -                              | -                              | 9       | 0       | 33    | 1     |
| Total sur la carrière | Total sur la carrière | Total sur la carrière | 426         | 96          | 41                    | 16                    | -                              | 17                             | 1                              | 107     | 24      | 591   | 137   |

### Buts internationaux
| Buts en sélection de Konstantin Vassiljev | Buts en sélection de Konstantin Vassiljev | Buts en sélection de Konstantin Vassiljev | Buts en sélection de Konstantin Vassiljev | Buts en sélection de Konstantin Vassiljev | Buts en sélection de Konstantin Vassiljev | Buts en sélection de Konstantin Vassiljev |
|                                           | Date                                      | Lieu                                      | Adversaire                                | Score                                     | Résultat                                  | Compétition                               |
| ----------------------------------------- | ----------------------------------------- | ----------------------------------------- | ----------------------------------------- | ----------------------------------------- | ----------------------------------------- | ----------------------------------------- |
| 1.                                        | 28 mars 2009                              | Stade Hanrapetakan, Erevan (Arménie)      | Arménie                                   | 1-1                                       | 2-2                                       | Éliminatoires Coupe du monde 2010         |
| 2.                                        | 5 septembre 2009                          | Stade Kadir Has, Kayseri (Turquie)        | Turquie                                   | 2-2                                       | 2-4                                       | Éliminatoires Coupe du monde 2010         |
| 3.                                        | 14 octobre 2009                           | A. Le Coq Arena, Tallinn (Estonie)        | Belgique                                  | 2-0                                       | 2-0                                       | Éliminatoires Coupe du monde 2010         |
| 4.                                        | 7 septembre 2010                          | A. Le Coq Arena, Tallinn (Estonie)        | Ouzbékistan                               | 2-2                                       | 3-3                                       | Match amical                              |
| 5.                                        | 7 septembre 2010                          | A. Le Coq Arena, Tallinn (Estonie)        | Ouzbékistan                               | 3-2                                       | 3-3                                       | Match amical                              |
| 6.                                        | 8 octobre 2010                            | Stadion Partizan, Belgrade (Serbie)       | Serbie                                    | 2-1                                       | 3-1                                       | Éliminatoires Euro 2012                   |
| 7.                                        | 17 novembre 2010                          | A. Le Coq Arena, Tallinn (Estonie)        | Liechtenstein                             | 1-1                                       | 1-1                                       | Match amical                              |
| 8.                                        | 9 février 2011                            | Complexe sportif Mardan, Aksu (Turquie)   | Bulgarie                                  | 1-0                                       | 2-2                                       | Match amical                              |
| 9.                                        | 9 février 2011                            | Complexe sportif Mardan, Aksu (Turquie)   | Bulgarie                                  | 2-1                                       | 2-2                                       | Match amical                              |
| 10.                                       | 25 mars 2011                              | A. Le Coq Arena, Tallinn (Estonie)        | Uruguay                                   | 1-0                                       | 2-0                                       | Match amical                              |
| 11.                                       | 29 mars 2011                              | A. Le Coq Arena, Tallinn (Estonie)        | Serbie                                    | 1-1                                       | 1-1                                       | Éliminatoires Euro 2012                   |
| 12.                                       | 2 septembre 2011                          | Stadion Stožice, Ljubljana (Slovénie)     | Slovénie                                  | 1-0                                       | 2-1                                       | Éliminatoires Euro 2012                   |
| 13.                                       | 7 octobre 2011                            | Windsor Park, Belfast (Irlande du Nord)   | Irlande du Nord                           | 1-1                                       | 2-1                                       | Éliminatoires Euro 2012                   |
| 14.                                       | 7 octobre 2011                            | Windsor Park, Belfast (Irlande du Nord)   | Irlande du Nord                           | 2-1                                       | 2-1                                       | Éliminatoires Euro 2012                   |
| 18.                                       | 6 septembre 2013                          | A. Le Coq Arena, Tallinn (Estonie)        | Pays-Bas                                  | 1-1                                       | 2-2                                       | Éliminatoires coupe du monde 2014         |
| 19.                                       | 6 septembre 2013                          | A. Le Coq Arena, Tallinn (Estonie)        | Pays-Bas                                  | 2-1                                       | 2-2                                       | Éliminatoires coupe du monde 2014         |
| 20.                                       | 31 mars 2015                              | A. Le Coq Arena, Tallinn (Estonie)        | Islande                                   | 1-1                                       | 1-1                                       | Match amical                              |
| 21.                                       | 5 septembre 2015                          | A. Le Coq Arena, Tallinn (Estonie)        | Lituanie                                  | 1-0                                       | 1-0                                       | Éliminatoires Euro 2016                   |
| 22.                                       | 17 novembre 2015                          | A. Le Coq Arena, Tallinn (Estonie)        | Saint-Christophe-et-Niévès                | 2-0                                       | 3-0                                       | Match amical                              |
| 23.                                       | 7 octobre 2016                            | A. Le Coq Arena, Tallinn (Estonie)        | Gibraltar                                 | 2-0                                       | 4-0                                       | Éliminatoires coupe du monde 2018         |
| 24.                                       | 28 mars 2017                              | A. Le Coq Arena, Tallinn (Estonie)        | Croatie                                   | 2-0                                       | 3-0                                       | Match amical                              |

NB : Les scores sont affichés sans tenir compte du sens conventionnel en cas de match à l'extérieur (Estonie-Adversaire)

## Palmarès
- Levadia Tallinn
  - Champion d'Estonie : 2004, 2006 et 2007.
  - Vainqueur de la Coupe d'Estonie : 2004, 2005 et 2007.
  - Finaliste de la Supercoupe d'Estonie : 2004, 2005 et 2007.

### Distinctions personnelles
- Footballeur estonien de l'année : 2010, 2011 et 2013